# Hôtel Princess
L'hôtel Princess, parfois appelé à l'anglaise Princess Hotel, est un ancien hôtel de voyageurs construit en 1906 à Boulogne-sur-Mer, dans le Pas-de-Calais. Il est l'un des rares bâtiments du quartier à avoir survécu à la Seconde Guerre mondiale, et fait aujourd'hui partie du patrimoine historique de la ville.

## Histoire
L'hôtel est construit en 1906 sur le boulevard Sainte-Beuve, en face des jardins du casino, à proximité de la plage de Boulogne-sur-Mer. 
Son implantation, entre les rues en escaliers « du Machicoulis » et « de la Falaise » qui mènent au quartier Saint-Pierre (quartier populaire des pêcheurs), formait un insolent contraste entre oisiveté et opulence d'un côté, travail et pauvreté de l'autre. 
L'édifice a aujourd'hui perdu sa vocation hôtelière en faveur d'appartements résidentiels. Il reste le dernier témoignage des grands hôtels de luxe de la Belle Époque à Boulogne-sur-Mer, les autres ayant été détruits en 1940 et 1944, et l'hôtel de Folkestone ayant été détruit dans les années 1950 par des promoteurs[réf. souhaitée].
En 2019, l'hôtel Princess a subi une réfection des peintures de sa façade arrière.

## Description
Son style est conforme à son époque. 